# Jerod Mayo
Jerod Mayo (* 23. Februar 1986 in Hampton, Virginia) ist ein US-amerikanischer American-Football-Coach und ehemaliger Spieler auf der Position des Linebackers. Er spielte acht Jahre für die New England Patriots in der National Football League und gewann mit ihnen den Super Bowl XLIX. Am 12. Januar 2024 ist er zum Head Coach der New England Patriots ernannt worden, verlor diesen Posten jedoch mit Ende der Saison wieder.

## Spielerkarriere

### College
Mayo besuchte die University of Tennessee und erzielte in der Saison 2007 mit 140 Tackles die meisten in der Southeastern Conference. 

### NFL
Beim NFL Draft 2008 wurde er in der ersten Runde als zehnter Spieler von den New England Patriots verpflichtet.
Nachdem er nach der Saison 2014 mit den New England Patriots den Super Bowl gewonnen hatte, beendete er eine Saison später seine Karriere. Er war zweimal Meister der American Football Conference und wurde zweimal in den Pro Bowl gewählt. In seiner ersten Saison wurde er zum Defensive Rookie of the Year gewählt.

## Trainerkarriere

### New England Patriots
Am 27. März 2019 verpflichteten ihn die New England Patriots als Trainer für die Inside Linebacker. Am 12. Januar 2024 wurde er zum Head Coach der New England Patriots ernannt und tritt somit die Nachfolge von Bill Belichick an. Nach einer Saison mit nur 4 Siegen bei 13 Niederlagen gaben die New England Patriots am 5. Januar 2025, weniger als zwei Stunden nach dem letzten Spiel der Saison, das Ende von Jerod Mayo als Head Coach bekannt.